# Serixia signaticornis
Serixia signaticornis là một loài bọ cánh cứng trong họ Cerambycidae.